# Sotillo de la Ribera
Sotillo de la Ribera è un comune spagnolo di 501 abitanti situato nella comunità autonoma di Castiglia e León.
Il comune comprende la località di Pinillos de Esgueva.